# Idrottsföreningen Kamraterna Timrå
O IFK Timrå, ou simplesmente IFK Timrå, é um clube de futebol da Suécia. Sua sede fica localizada em Timrå.